# NGC 6537
NGC 6537 è una nebulosa planetaria situata nella costellazione del Sagittario, distante circa 1900 anni luce dalla Terra. È conosciuta anche come Nebulosa del Ragno Rosso per la sua forma.
NGC 6537 è una nebulosa con due lobi simmetrici, causati dall'attrazione gravitazionale della nana bianca centrale con una stella compagna, invisibile nelle immagini dell'HST: inoltre, esse irradiano una grande quantità di raggi X, non osservabile nella luce visibile.
La stella centrale genera un forte vento stellare molto caldo (di circa 10.000 K) alla velocità di 300 km/s, responsabile dell'inconsueta forma della nebulosa.